# Крушение империи (роман)
«Крушение империи»  (англ. Old Man's War) — научно-фантастический роман в жанре космической оперы американского писателя Джона Скальци. Книга была опубликована издательством Tor Books 21 марта 2017 года. Это первая книга из серии, которая изначально должна была состоять из двух книг, но теперь представляет собой трилогию. Вторая книга, «Всепоглощающий огонь», была выпущена 16 октября 2018 года, а последняя книга, «Разорванное пространство», была выпущена 14 апреля 2020 года.

## Сюжет
Взаимозависимость — это тысячелетняя человеческая империя из 48 звёздных систем, соединенных Потоком, сетью «потоков», позволяющих путешествовать быстрее света. Каждый поток односторонний и имеет точку входа и точку выхода. Не существует связи быстрее света, чем Поток, и межзвёздные путешествия не мгновенны — корабли, перевозящие почту или пассажиров из Ядра, столицы империи и системы с наибольшим количеством связей Потока, прибывают в Край, самую отдаленную, девять месяцев спустя — но сеть допускает поддерживающую жизнь межсистемную торговлю. Как естественное явление, Поток плохо изучен; Земля отключилась от сети тысячи лет назад, а цивилизация в другой системе рухнула совсем недавно, когда её путь внезапно закрылся.
Семейные мегакорпорации контролируют всю межзвёздную торговлю в торговой экономике Взаимозависимости; одна из них, Дом Ву, является королевской семьёй. Торговые дома невероятно богаты за счёт санкционированных правительством монополий и сбора пошлин на «отмелях», входах и выходах на пути Потока. Государственная религия, во главе с Имперо, прославляет Взаимозависимость как божественно санкционированное общество.
Граф Клермонт, физик на Крае, вычисляет после десятилетий исследований, что Поток скоро рухнет. Все системы будут изолированы; ни одна из них не является самодостаточной. Люди могут жить только на поверхности планеты Край; им нужны космические станции или подземные жилища в других системах. Без Потока общество в каждой системе, скорее всего, рухнет. Граф отправляет своего сына Марса, также физика, в Ядро, чтобы предупредить своего старого друга Имперо Аттавио VI. Однако Имперо умер, и его неподготовленная дочь Кардения коронована как Грейленд II.
Дом Нохамапетан хочет жениться на наследнице Кардении, чтобы обрести власть. Он считает, что Поток изменится, но не рухнет, а Край станет новым центром сети. Дом тайно поддерживает мятежников на Крае, чтобы свергнуть своего герцога, надеясь захватить власть и стать новой королевской семьёй, когда сеть Потока изменится. Тысячи имперских солдат отправляются в ЭКрай после террористических актов на Ядре, предположительно вызванных заговорщиками Края, но на самом деле домом.
Корабль Марса последним покидает Край перед закрытием его входного отмели Потока; выходная отмель системы будет закрыта последней. Хотя план Нохамапетана убить Кардению раскрыт, его член семьи на Крае подставляет графа Клермонта за убийство герцога Края и становится новым герцогом. Роман заканчивается тем, что Марс и Кардения считают, что им нужно предупредить каждую систему о крахе и необходимости эвакуировать людей в Край. Другие дворяне и бюрократы скептически относятся к грядущему краху своей цивилизации, а Нохамапитан контролирует выход из Потока и имперские войска в Крае.

## Приём
Рецензенту Ars Technica понравилась космическая опера Скальци, и он охарактеризовал историю как «мысленный эксперимент о падении цивилизации».
По состоянию на 2017 год права на телетрансляцию «Крушения империи» были приобретены компанией Working Title Television.
«Крушение империи» выиграла премию Locus Award 2018 за лучший научно-фантастический роман и стала финалистом премии Hugo Award 2018 за лучший роман.

## Продолжения
- Всепоглощающий огонь (англ. The Consuming Fire)
- Разорванное пространство (англ. The Last Emperox)

## Издание
- Крушение империи (англ. The Collapsing Empire) (март 2017, Tor Books, ISBN 978-0-7653-8888-9)